# Festival du cinéma grec 1966
Le Festival du cinéma grec de 1966 fut la 7e édition du Festival international du film de Thessalonique. Il se tint du 22 au 28 septembre 1966.

## Jury
- Président : G. Théodorakopolous
- Jury :
  - Mános Hadjidákis
  - Yannis Tsarouchis
  - Élli Lambéti
  - Yannis Bakoyannopoulos
  - Filopímin Fínos

## Films sélectionnés
- Daphnis et Chloé 66 (Mika Zacharopoulos)
- L'Excursion (Tákis Kanellópoulos)
- Opération « Cheval de Troie » (Trenty Roumanas)
- Éclat de gloire (Panos Glykofridis)
- Jusqu'au bateau (Aléxis Damianós)
- Dame de pique (Giorgos Skalenakis)
- Les Héros oubliés (Nikos Gardelis)
- Le Chaud Mois d'août (Sokratis Kapsaskis)
- La Mort d'Alexandre (Dimitris Kollatos)
- Jean le pêcheur (Vassilis Mariolis)
- Face à face (Robert Manthoulis)
- Stefania (Yánnis Dalianídis)
- Bref Entracte  (Dínos Katsourídis)

- Courts-métrages / documentaires :
  - 750 000 (A. Grivas)
  - Optimisme (T. Zamani)
  - Aluminium de Grèce (Roussos Koundouros)
  - Exercices de peur (A. Mataranga)
  - Le Midi de la Grèce - Symi, l'île de Nérée (F. Kladaki)
  - Lidinos (Ioannis Asmani)
  - Prespes (T. Chatzopoulos)
  - Jimmy le tigre (Pantelís Voúlgaris)

## Palmarès
- Meilleur film : Les Héros oubliés (Nikos Gardelis)
- Meilleur réalisateur : Robert Manthoulis (Face à face)
- Meilleur scénario : Panos Glykofridis et Iákovos Kambanéllis (Éclat de gloire)
- Meilleure image : Syrakos Danalis (L'Excursion)
- Meilleure musique : Christos Leontis (Éclat de gloire)
- Meilleure actrice : Voula Zouboulaki (Bref Entracte)
- Meilleur acteur : Giórgos Foúndas (Éclat de gloire)
- Meilleur court-métrage de fiction : Jimmy le tigre (Pantelís Voúlgaris)
- Meilleur court-métrage documentaire : Prespes (T. Chatzopoulos)
- Prix spéciaux :
  - Tákis Kanellópoulos (L'Excursion) et Aléxis Damianós (Jusqu'au bateau) pour « avoir élevé le niveau poétique du festival »
  - aux acteurs Spyros Kalogyros (Jimmy le tigre) et Anestis Vlachos (Éclat de gloire)